# Rother
Rother is een Engels district in het shire-graafschap (non-metropolitan county OF county) East Sussex en telt 96.000 inwoners. De oppervlakte bedraagt 512 km².
Van de bevolking is 28,5% ouder dan 65 jaar. De werkloosheid bedraagt 2,3% van de beroepsbevolking (cijfers volkstelling 2001).

## Civil parishesin district Rother
Ashburnham, Battle, Beckley, Bodiam, Brede, Brightling, Burwash, Camber, Catsfield, Crowhurst, Dallington, East Guldeford, Etchingham, Ewhurst, Fairlight, Guestling, Hurst Green, Icklesham, Iden, Mountfield, Northiam, Peasmarsh, Penhurst, Pett, Playden, Rye, Rye Foreign, Salehurst and Robertsbridge, Sedlescombe, Ticehurst, Udimore, Westfield, Whatlington.